# Гаймісвіль
Гаймісвіль (нім. Heimiswil) — громада  в Швейцарії в кантоні Берн, адміністративний округ Емменталь.

## Географія
Громада розташована на відстані близько 21 км на північний схід від Берна.
Гаймісвіль має площу 23,4 км², з яких на 4,9% дозволяється будівництво (житлове та будівництво доріг), 61,2% використовуються в сільськогосподарських цілях, 33,7% зайнято лісами, 0,2% не є продуктивними (річки, льодовики або гори).

## Демографія
2019 року в громаді мешкало 1636 осіб (+0% порівняно з 2010 роком), іноземців було 4,2%. Густота населення становила 70 осіб/км².
За віковим діапазоном населення розподілялося таким чином: 22,9% — особи молодші 20 років, 58% — особи у віці 20—64 років, 19,1% — особи у віці 65 років та старші. Було 674 помешкань (у середньому 2,4 особи в помешканні).
Із загальної кількості 506 працюючих 292 було зайнятих в первинному секторі, 71 — в обробній промисловості, 143 — в галузі послуг.